# Rhinoclemmys melanosterna
Espèce
Synonymes
- Geoclemmys melanosterna Gray, 1861

Rhinoclemmys melanosterna est une espèce de tortues de la famille des Geoemydidae.

## Répartition
Cette espèce se rencontre :
- en Colombie dans les départements d'Antioquia, d'Atlántico, de Bolívar, de Boyacá, de Caldas, de Cauca, de Cesar, de Chocó, de Córdoba, de Cundinamarca, de La Guajira, de Magdalena, de Nariño, de Santander, de Sucre et de Valle del Cauca ;
- en Équateur ;
- au Panama.

## Publication originale
- Gray, 1861 : On a new species of water–tortoise (Geoclemmys melanosterna) from Darien. Proceedings of the Zoological Society of London, vol. 1861, p. 204–205 (texte intégral).